# Lang (Steiermark)

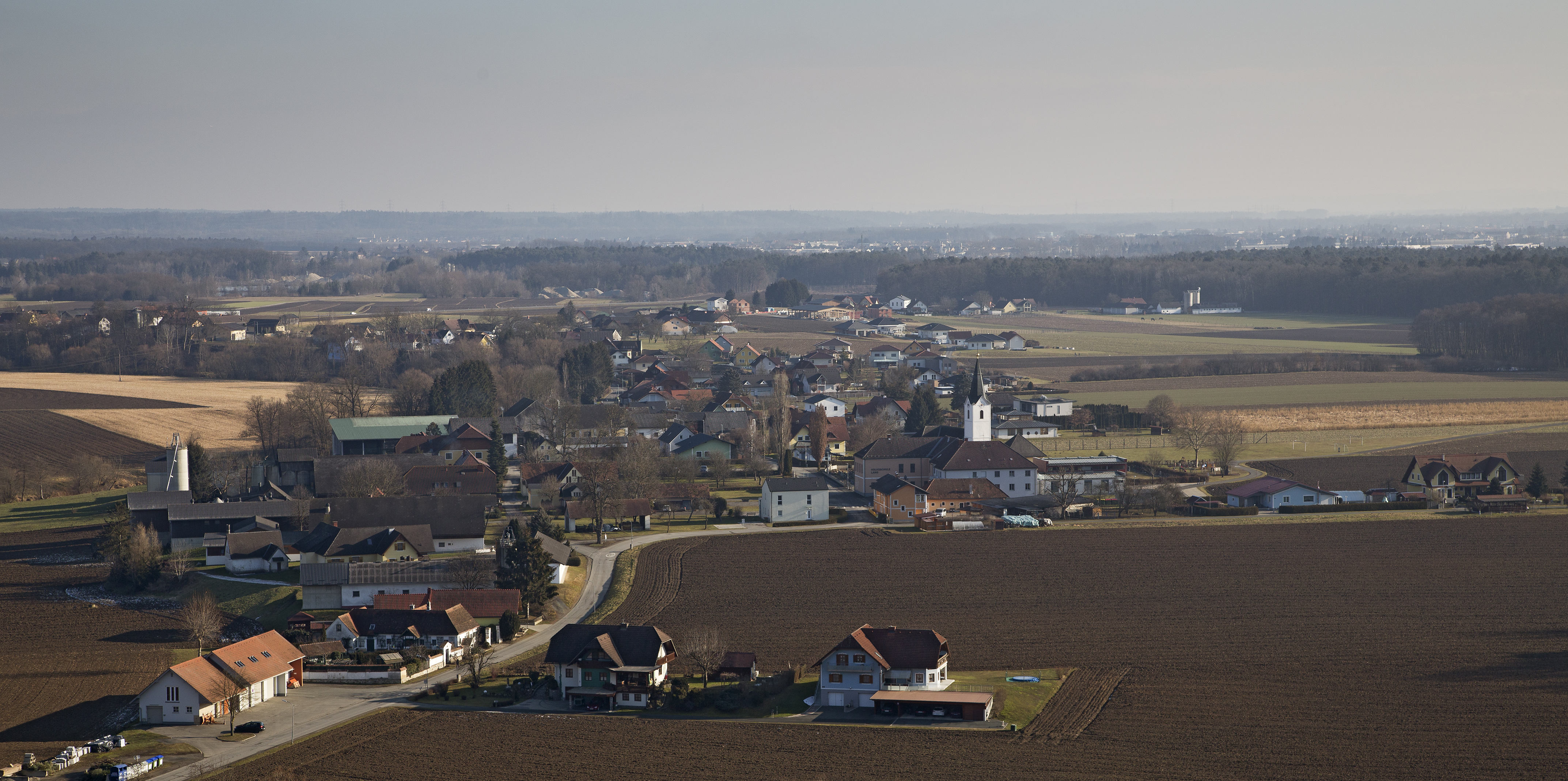
Blick auf den Ort Lang

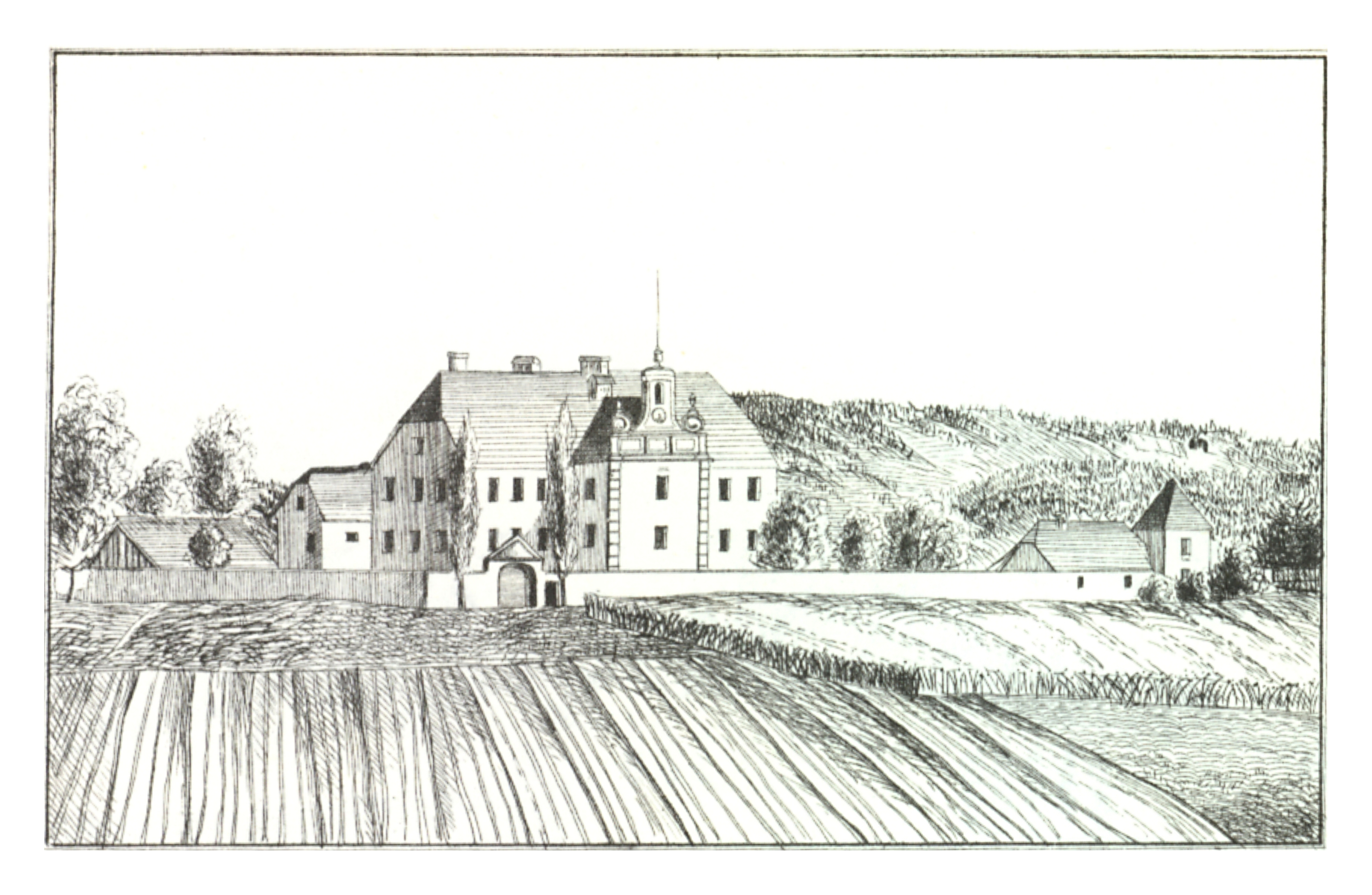
Schloss Eybesfeld um 1820, Lith. J.F. Kaiser

Lang (ⓘ) ist eine Gemeinde im Bezirk Leibnitz im südlichen Teil des Bundeslandes Steiermark (Österreich); sie hat 1367 Einwohner (Stand 1. Jänner 2024).

## Geografie
Die Gemeinde liegt auf einer Grundfläche von 16 km² in einer Höhe von 280 bis 420 m ü. A.

### Gemeindegliederung
Am 1. Jänner 1968 wurde die Gemeinde Schirka eingemeindet.
Die Gemeinde Lang besteht aus sechs Katastralgemeinden (Fläche Stand 31. Dezember 2023):
- Göttling (126,28 ha)
- Jöss (308,54 ha)
- Lang (136,76 ha)
- Langaberg (56,66 ha)
- Schirka (506,56 ha)
- Stangersdorf (427,5 ha)

Ortschaften sind (in Klammern Einwohnerzahl Stand 1. Jänner 2024):
- Dexenberg (167)
- Göttling (218)
- Jöß (323)
- Jöß-Gewerbegebiet (0)
- Lang (205)
- Langaberg (174)
- Schirka (87)
- Stangersdorf (191)
- Stangersdorf-Gewerbegebiet (2)

| Katastralgemeinden                                                                                                  | Ortschaften in der Gemeinde |
| --- | --- |
| Göttling (1,25 km²) Jöss (3,08 km²) Lang (1,37 km²) Langaberg (0,57 km²) Schirka (5,07 km²) Stangersdorf (4,27 km²) | Dexenberg (D) Pitzaberg (R) Göttling (D) Lechenberg (R) Jöß (D) Kleinjöß (R) Lang (D) Langaberg (R) Mittereben (R) Neuberg (R) Schirka Hochfeld (R) Oberschirka (R) Unterschirka (R) Stangersdorf (D) Kleinstangersdorf (R) Neustangersdorf (Sdlg) Treffling (ZH) |
| Legende | |

| In der Spalte Katastralgemeinden sind sämtliche Katastralgemeinden einer Gemeinde angeführt. In der Klammer ist die jeweilige Fläche in km² angegeben. |
| In der Spalte Ortschaften sind sämtliche von der Statistik Austria erfassten Siedlungen, die auch eine eigene Ortschaftskennziffer aufweisen, angeführt. In der Hierarchieebene derselben Spalte, rechts eingerückt, werden nur Ansiedlungen, die mindestens aus mehreren Häusern bestehen, dargestellt. Die wichtigsten der verwendeten Abkürzungen sind: - M = Hauptort der Gemeinde - Stt = Stadtteil - R = Rotte - W = Weiler - D = Dorf - ZH = Zerstreute Häuser - Sdlg = Siedlung - Hgr = Häusergruppe - E = Einzelgehöft (nur wenn sie eine eigene Ortschaftskennziffer haben) Die komplette Liste der Statistik Austria ist in: Topographische Siedlungskennzeichnung nach STAT Zu beachten ist, dass manche Orte unterschiedliche Schreibweisen haben können. So können sich Katastralgemeinden anders schreiben als gleichnamige Ortschaften bzw. Gemeinden. Quelle: Statistik Austria – |

### Nachbargemeinden
| Hengsberg               | Wildon                                      |                           |
| Sankt Nikolai im Sausal | Kompassrose, die auf Nachbargemeinden zeigt | Lebring-Sankt Margarethen |
|                         | Tillmitsch                                  |                           |

## Geschichte

### Ur- und Frühgeschichte
Der vorerst älteste bekannte Siedlungsbereich in der Gemeinde Lang ist die so genannte Tischlerhöhe, die ursprünglich wohl Dexenberg hieß. An ihrem bzw. seinem Fuß liegt heute die kleine Ortschaft Dexenberg. Die Tischlerhöhe weist alle Merkmale einer urgeschichtlichen Höhensiedlung auf. Die ehemalige Bergkuppe wurde zu einem ohne Grabungen nicht bestimmbaren Zeitpunkt eingeebnet und ist allseits scharf abgeböscht. Auf dem Plateau sind immer wieder Streufunde gemacht worden, die die Existenz einer Siedlung an dieser Stelle beweisen. Sie ist in das 4. Jahrtausend v. Chr. zu datieren und gehört zum Bereich der Lasinja-Kultur. Einige wenige bronzezeitliche Tonscherben könnten als ein Indiz für eine Siedlung im 2. vorchristlichen Jahrtausend gelten. Auch in erheblich jüngerer Zeit und zwar im 9. Jh. v. Chr., in der Zeit der Urnenfelderkultur, scheint im Gebiet von Dexenberg eine Siedlung bestanden zu haben. Auf die Existenz einer weiteren urnenfelderzeitlichen Siedlung weisen Funde auf einer der Hangterrassen in Stangersdorf hin. Jünger waren beim Autobahnbau in Stangersdorf zerstörte Brandgräber der Hallstattzeit aus dem 7. Jh. v. Chr. Diese Gräber und ein weiteres aus der späten Latènezeit, das heißt aus dem 1. vorchristlichen Jahrhundert, das ebenfalls 1977 zum Vorschein kam, sind deutliche Indizien für nahe gelegene Siedlungen der jeweiligen Zeit. Bei den Straßenbauarbeiten sind außerdem einige prähistorische Gruben angeschnitten worden, die sich vorerst nicht näher beurteilen lassen.

### Antike
Besonders dicht besiedelt war das Gemeindegebiet in der römischen Kaiserzeit in der Zeit vom 1. bis 4. Jh. Die Existenz römerzeitlicher Gutshöfe ist für Jöß und Lang mit einiger Sicherheit zu vermuten. Die Reste des großen Gutshofes und der dazugehörigen, bedeutenden Grabmäler auf den Breitwiesen in Stangersdorf sind vor einigen Jahren fast völlig zerstört worden. Außer diesem Gräberbereich gibt es an drei Stellen in der Gemeinde Hügelgräber, die ebenfalls in die Römerzeit gehören. Ebenfalls erwähnenswert ist die römische Reichsstraße erster Ordnung im Jößer Feld. Diese führte von Celeia nach Flavia Solva und erreichte über Poedicum (das heutige Bruck an der Mur) schließlich den Erzberg. Ebenso lag Lang in der Römerzeit an einer wichtigen Straßenkreuzung. Von der römischen Hauptstraße durch die Steiermark zweigte bei Lang eine Seitenstraße ab, die durch das Laßnitztal führte. Zu erwähnen sind ferner die schönen Grabreliefs an der Kirche in Lang und selbstverständlich auch eine Reihe von Münzfunden aus Lang, Jöß und Stangersdorf.

### Mittelalter
Zur Zeit der Kärntner Mark, als die Mur noch Reichsgrenze war, trugen die Höhen von Lang Talsicherungen. Auf dem Lechenberg ist diese noch lokalisierbar und in Dexenberg soll sich diese oberhalb der Anwesen Buchseppl (heute Klement Walter) und Buchweber (abgeleitet von Burg) befunden haben. Die Rolle, die der Bereich von Lang im Mittelalter gehabt hat, wird laut Angabe von Historikern gerne unterschätzt. Hier ist an erster Stelle der von einem Schulmeister im vergangenen Jahrhundert als „Teufelsgraben“ erwähnte Graben zu nennen, der früher schlicht und einfach das „Gräbl“ hieß und mit dem Teufel schon gar nichts zu tun hat. Es begrenzte lange Zeit das Salzburger Gebiet nach Norden hin und trennte später den Marburger Kreis vom Grazer Kreis. Noch immer sind die Reste des Grabens Grenze zwischen den ehemaligen Gerichtsbezirken Wildon und Leibnitz bzw. den Pfarren Leibnitz und Lang – St. Margarethen und letztendlich Gemeindegrenze.
Am Kreuzungspunkt in Jöß befindet sich heute noch das steinerne Monument des Landgerichtskreuzes aus dem Jahr 1625. An dessen Stelle hat sich im Mittelalter eine mächtige Eiche befunden. Das Landgerichtskreuz befindet sich auch unmittelbar an der alten „Römerstraße“. Der Anlass zur ersten Nennung von Lang ist ein prominenter. Am 8. September 1130 erfolgte die Gründung des Stiftes Reun (Rein), das mit Gütern um Stangersdorf ausgestattet wurde.
In den Urkunden des Stiftes Rein ist die erste Schreibung des Ortsnamens in der ersten Hälfte des 12. Jahrhunderts mit „Lunka“ und „Stanegoiestorf“ dokumentiert. Der Gemeindename Lang (Lunka) hat nichts mit dem deutschen Wort lang zu tun, sondern ist slawisch oder keltisch: Er hängt mit dem Flussnamen und der Lage des Ortes „bei der feuchten Wiesen“ zusammen (aus lonka, Lokativ lonce
oder aus *lǫka „feuchte Wiese“).
Die Laßnitz wird 970 Luonsnica (Lunsnica), später auch „Losnitz“ genannt. *loNč'nica wird auf ein Wort für „Wiesenbach“ zurückgeführt.
Eine andere Möglichkeit der Namenserklärung für den Fall, dass der Namensbeginn bereits ursprünglich mit „langem a“, als [laː…] ausgesprochen wurde, geht auf das Wort lahn zurück, das ein langsam fließendes Gewässer bezeichnet (von keltisch „Lahn(e)“ - träges Wasser).
Schon 1219 ist eine „capella sancti Mathei“ nachweisbar, die ein Vikariat der Pfarre St. Lorenzen am Hengsberg war. Im 18. Jh. baute man die Kapelle zur heutigen Pfarrkirche um.

### Neuzeit
Seit etwa 1680 hat Lang einen eigenen Seelsorger, der in der Pfarre wohnt. Während die Wehrbauten auf den Höhen schon längst aufgeben wurden, entstand im Jahr 1651 das Schloss Eybesfeld in Jöß in seiner heutigen Form durch Christoph Freiherr von Eibiswald. Die vier ehemaligen Ecktürme (zwei davon sind noch erhalten) und die Schlossmauer gaben dem Schloss einen wehrhaften Charakter. Nach dem Ende der Türkengefahr im 18. Jh. wurden die Mauern niedergerissen und der land- und forstwirtschaftliche Betrieb ausgebaut. Das Schloss wechselte oft seinen Eigentümer. Seit nunmehr über 150 Jahren befindet sich das Schloss im Besitz der Familie Conrad-Eybesfeld, welche auch ihren Familiennamen dem Schlossnamen zu verdanken hat. Als prominentester Vertreter der Familie Conrad-Eybesfeld, scheint Sigmund Freiherr Conrad von Eybesfeld auf, welcher den Freiherrntitel für seine Familie erwarb und es als hoher Beamter bis zum kaiserlichen Statthalter und Unterrichtsminister brachte. Er starb 1898 mit 77 Jahren und ist in der Familiengruft am Langer Friedhof beigesetzt. In den letzten Jahren wurden alle Gebäude des Gutes Eybesfeld umfassend saniert und in die Nebengebäude Wohnungen, Büroflächen und Veranstaltungsräume eingebaut bzw. neu errichtet.
Im Jahre 1822 zählte das Kirchdorf Lang 19 Häuser und 96 Einwohner. Mit den Gemeindegesetzen von 1848/49 und 1862 ging die politische Macht von den Grundherrschaften auf die Gemeinden über und es entstanden die Gemeinden Lang und Schirka.

### Moderne
Auf einem Waldstück, das früher zum Landgut des Schlosses Eybesfeld gehörte, liegt der Friedhof des Lagers Lebring aus der Zeit des Ersten Weltkrieges. Er enthält 1670 Gräber, von denen 1233 Soldaten aus 19 verschiedenen Infanterieregimentern der k. u. k. österreichisch-ungarischen Armee (davon 805 mohammedanische Bosniaken) gehören, der Rest von 437 Gräbern gehört Kriegsgefangenen aus Italien, Rumänien, Serbien, Polen und Russland.
Ab 1939 errichtete die in Wildon stationierte Gruppe 365 des Reichsarbeitsdienstes in Lang wie in Leitersdorf, Schrötten, Schönberg und Lichendorf Lager, deren Bewohner an der Laßnitz- und Kainachregulierung arbeiteten. Diese Lager wurden 1945 wieder aufgelöst, an ihren Standorten sind keine oder nur mehr sehr geringe Reste (Geländestufen, Fundamentreste) zu finden.
Im Zuge der Gemeindezusammenlegung im Jahr 1968 kam die Gemeinde Schirka zur Gemeinde Lang und es bildeten nunmehr Pfarr-, Schul- und Standesamtssprengel auch eine politische Einheit. 2009 bildete die Gemeinde zusammen mit den Gemeinden Hengsberg, Lebring-St. Margarethen, Stocking, Wildon und Weitendorf die Kleinregion Hengist. (Bei der Gemeindestrukturreform in der Steiermark wurden ab 2015 der Großteil der Gemeinde Stocking und die Gemeinde Weitendorf mit der Marktgemeinde Wildon zusammengeschlossen.)

### Bevölkerungsentwicklung
Seit dem Jahr 1991 sind sowohl die Geburtenbilanz als auch die Wanderungsbilanz positiv.
| Lang: Einwohnerzahlen von 1869 bis 2024             | Lang: Einwohnerzahlen von 1869 bis 2024 | Lang: Einwohnerzahlen von 1869 bis 2024 | Lang: Einwohnerzahlen von 1869 bis 2024 | Lang: Einwohnerzahlen von 1869 bis 2024 |
| --------------------------------------------------- | --------------------------------------- | --------------------------------------- | --------------------------------------- | --------------------------------------- |
| Jahr                                                |                                         |                                         |                                         | Einwohner                               |
| 1869                                                | 1869                                    |                                         | 1.203                                   | 1.203                                   |
| 1880                                                | 1880                                    |                                         | 1.261                                   | 1.261                                   |
| 1890                                                | 1890                                    |                                         | 1.333                                   | 1.333                                   |
| 1900                                                | 1900                                    |                                         | 1.239                                   | 1.239                                   |
| 1910                                                | 1910                                    |                                         | 1.226                                   | 1.226                                   |
| 1923                                                | 1923                                    |                                         | 1.259                                   | 1.259                                   |
| 1934                                                | 1934                                    |                                         | 1.246                                   | 1.246                                   |
| 1939                                                | 1939                                    |                                         | 1.541                                   | 1.541                                   |
| 1951                                                | 1951                                    |                                         | 1.171                                   | 1.171                                   |
| 1961                                                | 1961                                    |                                         | 1.029                                   | 1.029                                   |
| 1971                                                | 1971                                    |                                         | 1.074                                   | 1.074                                   |
| 1981                                                | 1981                                    |                                         | 1.036                                   | 1.036                                   |
| 1991                                                | 1991                                    |                                         | 1.023                                   | 1.023                                   |
| 2001                                                | 2001                                    |                                         | 1.151                                   | 1.151                                   |
| 2011                                                | 2011                                    |                                         | 1.217                                   | 1.217                                   |
| 2021                                                | 2021                                    |                                         | 1.348                                   | 1.348                                   |
| 2024                                                | 2024                                    |                                         | 1.367                                   | 1.367                                   |
| Quelle(n): Statistik Austria, Gebietsstand 1.1.2021 |                                         |                                         |                                         |                                         |

## Kultur und Sehenswürdigkeiten
- Schloss Eybesfeld

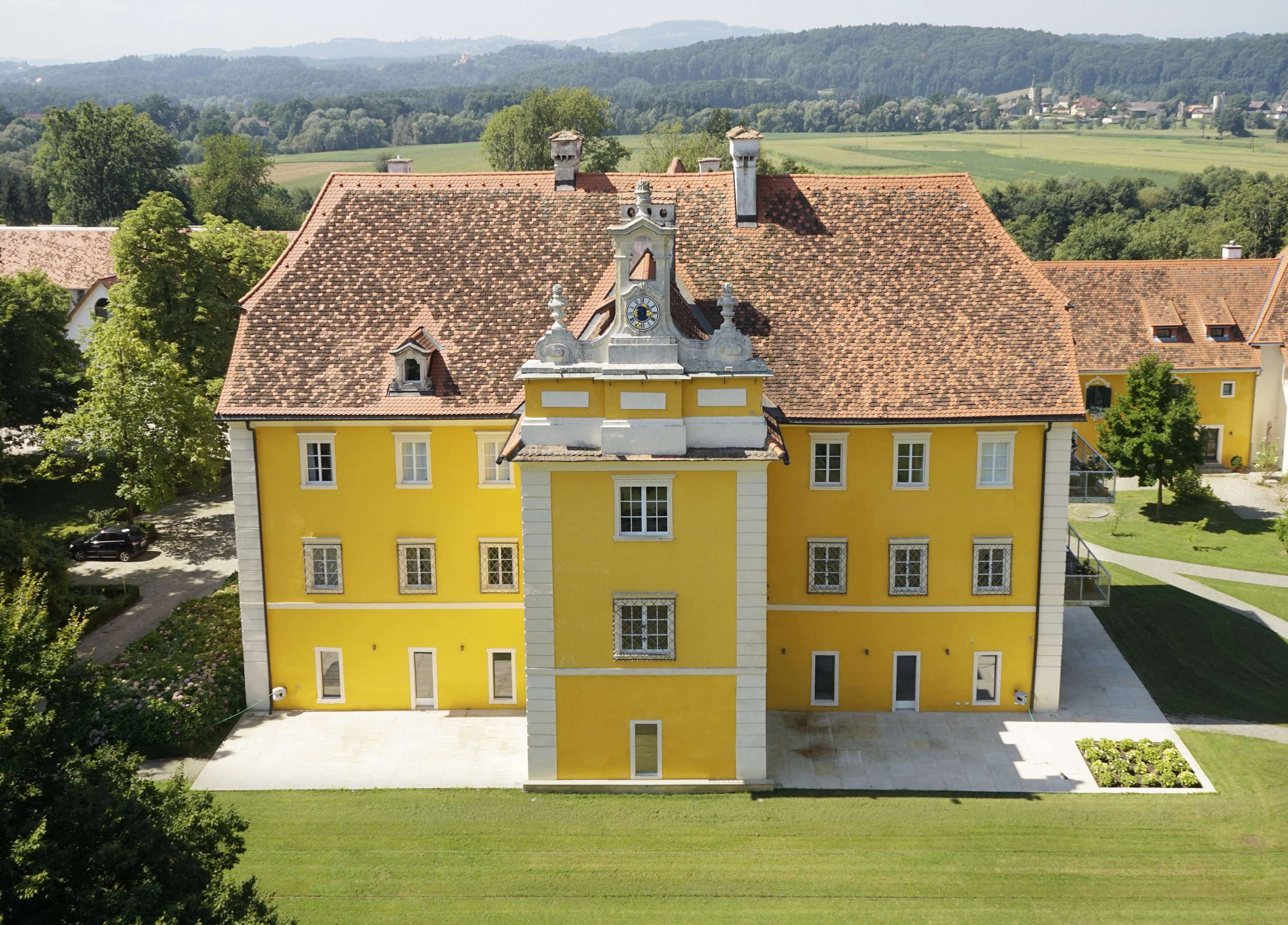
Schloss Eybesfeld

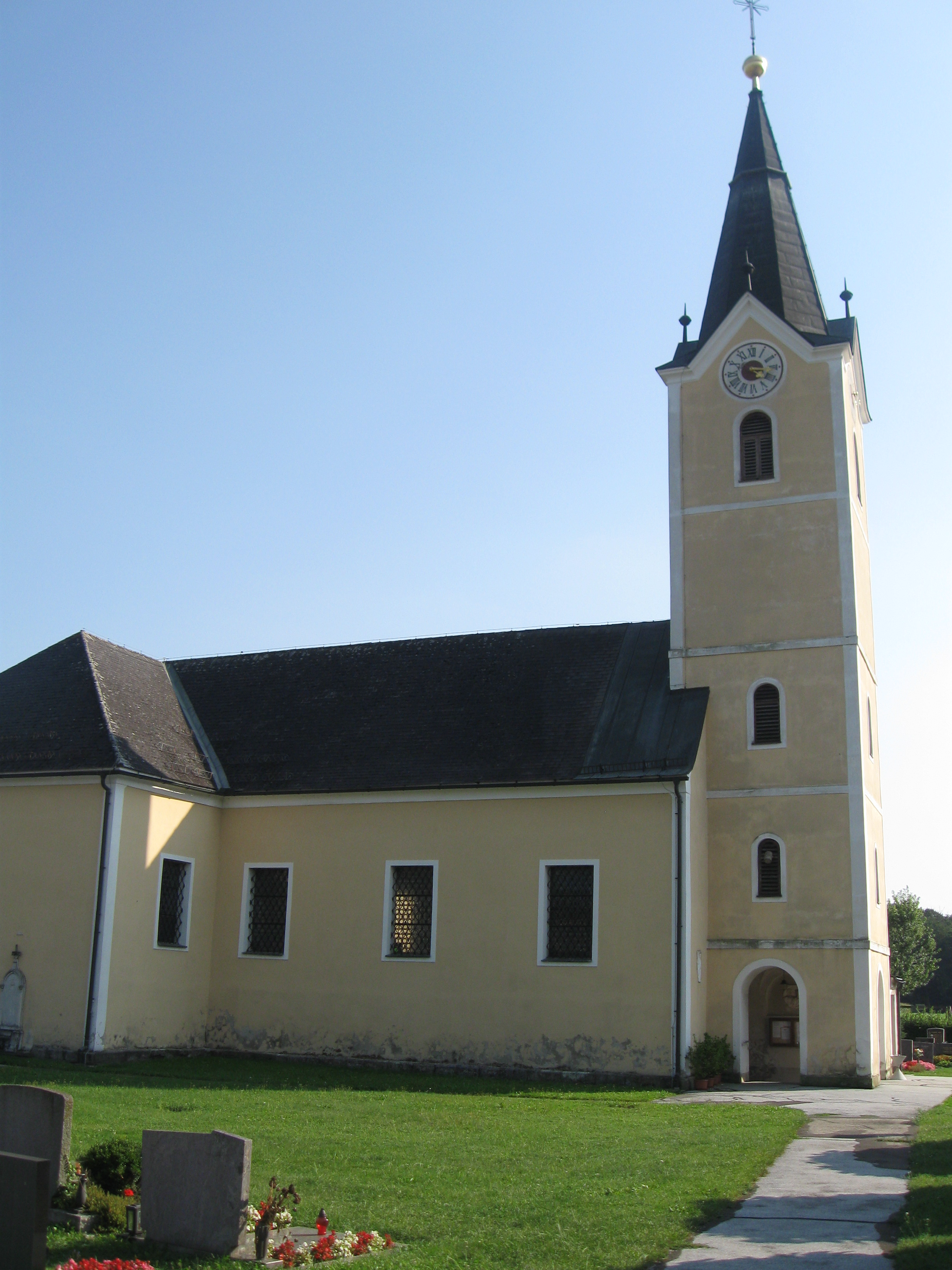
Pfarrkirche Lang

- Katholische Pfarrkirche Lang hl. Matthäus
- Landgerichtskreuz an der sogenannten Römerstraße aus dem Jahre 1625
- Der Kulturwanderweg Lang, welcher von der Landjugend Lang-Lebring und dem Kulturpark Hengist errichtet wurde informiert auf 13 Informationstafeln über besondere Orte der Gemeinde.

### Naturschutzgebiet
Das Waldgebiet am Buchkogel im Grenzbereich des Murfeldes und des Leibnitzerfeldes in den Gemeinden Wildon, Lebring-St. Margarethen, Lang und Hengsberg wurde zum „Naturschutzgebiet Wildoner Buchkogel“ erklärt. Damit sollen die naturnahen Buchenwaldbestände und die artenreichen Pflanzenvorkommen dieses Gebietes geschützt werden. Zu diesen Pflanzen gehören Rotbuche, Wolfs-Eisenhut, Breitblatt-, Schmalblatt- und Purpur-Waldvöglein, Maiglöckchen, Alpenzyklame, Illyrisch-Krokus, Seidelbast, Ständelwurz, Hundszahnlilie, Hecken-Nieswurz, Frühlingsknotenblume, Türkenbund-Lilie, Groß-Zweiblatt, Vogelnestwurz, Weiß-Waldhyazinthe, Erd-Primel, Wald-Veilchen, Hain-Veilchen.

### Vereine
Landjugend Lang, ÖKB OG Lang, SG Lang, Eisschützen Stangersdorf, FF Lang, MV Lang

## Wirtschaft und Infrastruktur

### Wirtschaftssektoren
Die folgende Tabelle zeigt die Entwicklung der Anzahl der Betriebe und der Beschäftigten in den Wirtschaftssektoren:
| Wirtschaftssektor            | Anzahl Betriebe | Anzahl Betriebe | Anzahl Betriebe | Erwerbstätige | Erwerbstätige | Erwerbstätige |
| Wirtschaftssektor            | 2021            | 2011            | 2001            | 2021          | 2011          | 2001          |
| ---------------------------- | --------------- | --------------- | --------------- | ------------- | ------------- | ------------- |
| Land- und Forstwirtschaft 1) | 40              | 64              | 86              | 52            | 46            | 80            |
| Produktion                   | 22              | 12              | 10              | 183           | 94            | 39            |
| Dienstleistung               | 89              | 74              | 31              | 363           | 239           | 134           |

1) Betriebe mit Fläche in den Jahren 2010 und 1999, Arbeitsstätten im Jahr 2021

### Verkehr
Durch den Nordosten des Gemeindegebietes verläuft die Pyhrn Autobahn.

## Politik

### Gemeinderat
Der Gemeinderat umfasst 15 Mitglieder.
- Nach dem Ergebnis der Gemeinderatswahl 2020 setzt sich dieser wie folgt zusammen: 12 ÖVP und 3 SPÖ.[14]

| Partei          | 2020    | 2020 | 2020    | 2015    | 2015  | 2015  | 2010  | 2010  | 2010  | 2005 | 2005 | 2005 | 2000 | 2000 | 2000 |
| Partei          | Stimmen | %    | Mandate | Stimmen | %     | M.    | St.   | %     | M.    | St.  | %    | M.   | St.  | %    | M.   |
| --------------- | ------- | ---- | ------- | ------- | ----- | ----- | ----- | ----- | ----- | ---- | ---- | ---- | ---- | ---- | ---- |
| ÖVP             | 610     | 77   | 12      | 586     | 73    | 12    | 531   | 68    | 11    | 459  | 60   | 9    | 480  | 67   | 11   |
| SPÖ             | 143     | 18   | 3       | 141     | 17    | 02    | 190   | 24    | 03    | 260  | 34   | 5    | 151  | 21   | 03   |
| FPÖ             | 37      | 5    | 0       | 081     | 10    | 01    | 059   | 08    | 01    | 051  | 07   | 1    | 081  | 11   | 01   |
| Wahlberechtigte | 1120    | 1120 | 1120    | 1.055   | 1.055 | 1.055 | 1.023 | 1.023 | 1.023 | 964  | 964  | 964  | 853  | 853  | 853  |
| Wahlbeteiligung | 71 %    | 71 % | 71 %    | 77 %    | 77 %  | 77 %  | 78 %  | 78 %  | 78 %  | 81 % | 81 % | 81 % | 84 % | 84 % | 84 % |

### Bürgermeister
- 1969–1975 Josef Winter (ÖVP) ab der Gemeindefusion Lang + Schirka
- 1975–1992 Johann Edler (ÖVP)
- 1992–2008 Johann Lipp (ÖVP)
- 2008–2010 Johann Maier (ÖVP)
- seit 2010 Joachim Schnabel (ÖVP)

### Wappen
Im Wappen sind symbolisch die streifenmäßige Anordnung von Wiesen und Äcker aus der Sicht vom Langaberg wiedergegeben. Diese Landschaftsbild war typisch für Lang bis Mitte des 20. Jahrhunderts.

## Persönlichkeiten

### Ehrenbürger der Gemeinde
- 1979: Josef Krainer (1930–2016), Landeshauptmann der Steiermark 1980–1996[17]
- 2018: Peter Brauchart, Pfarrer von Lang
- Johann Edler († 2019), Bürgermeister von Lang 1975–1992

### Söhne und Töchter der Gemeinde
- Josef Muchitsch (* 1967), Nationalratsabgeordneter (SPÖ)

## Historische Landkarten

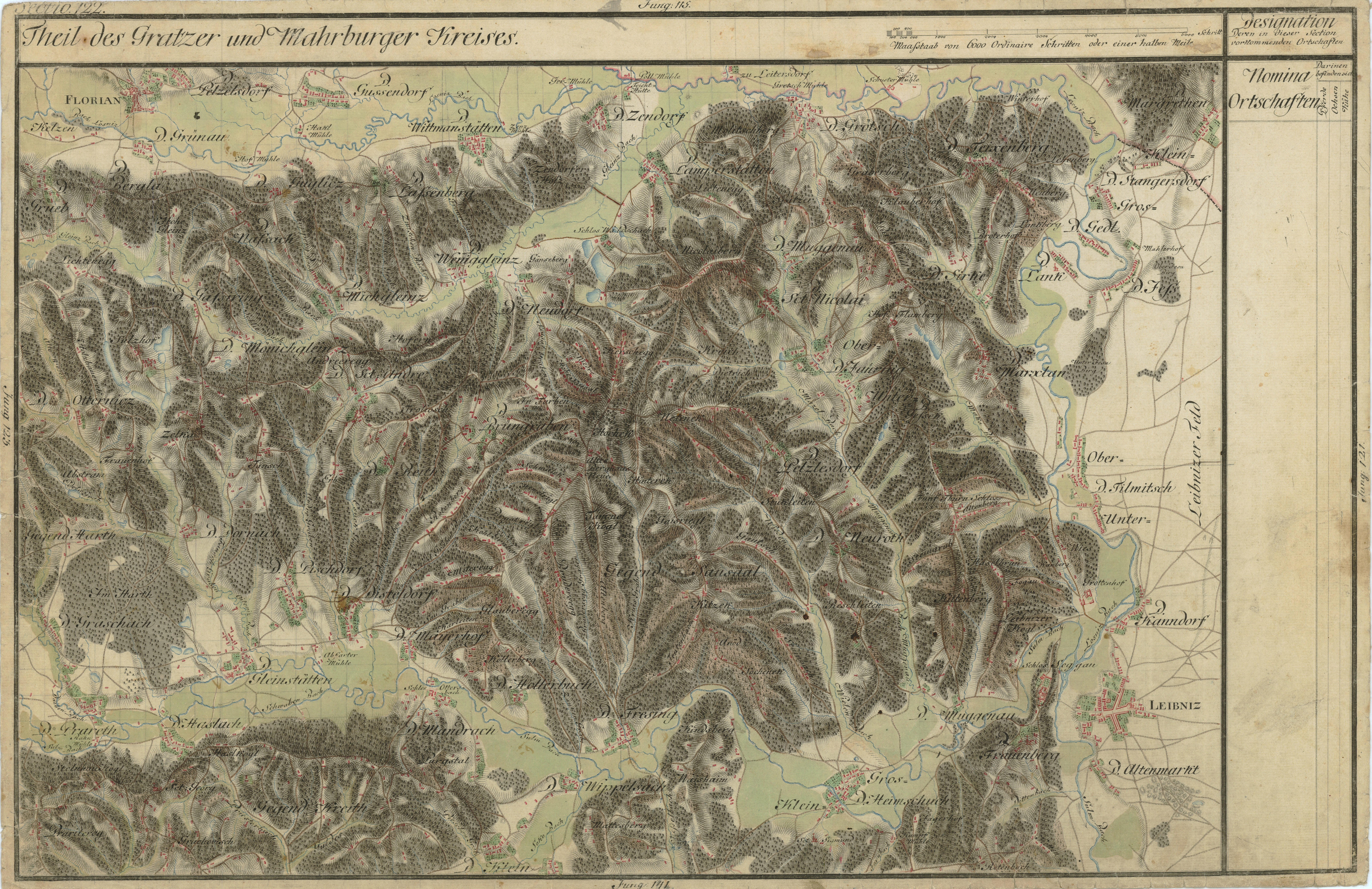
Sausal und Leibnitz um 1790
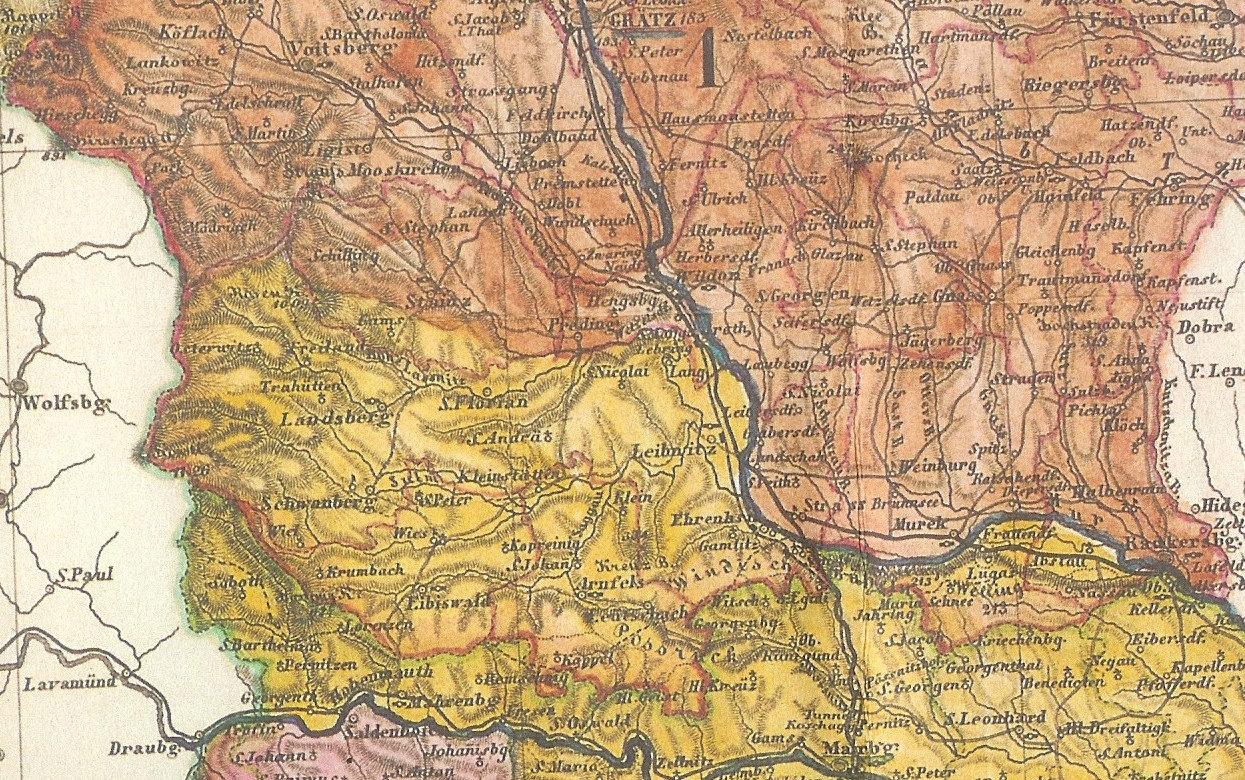
Die Grenze zwischen dem Marburger (gelb) und dem Grazer Kreis (rotbraun) verlief im Murtal beim Teufelsgraben, um 1855
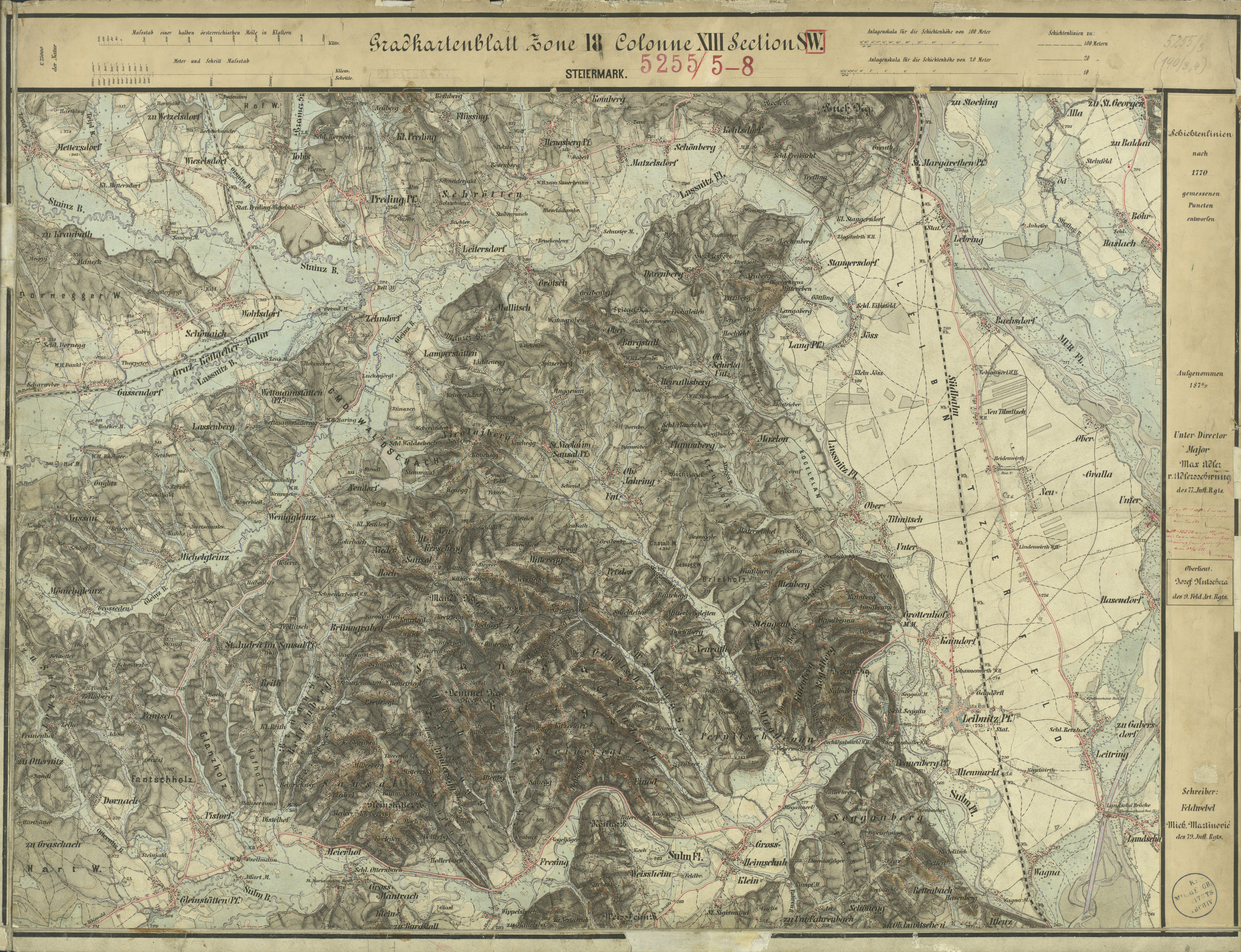
Sausal, Leibnitz, Unterlauf von Laßnitz und von Sulm, 1879
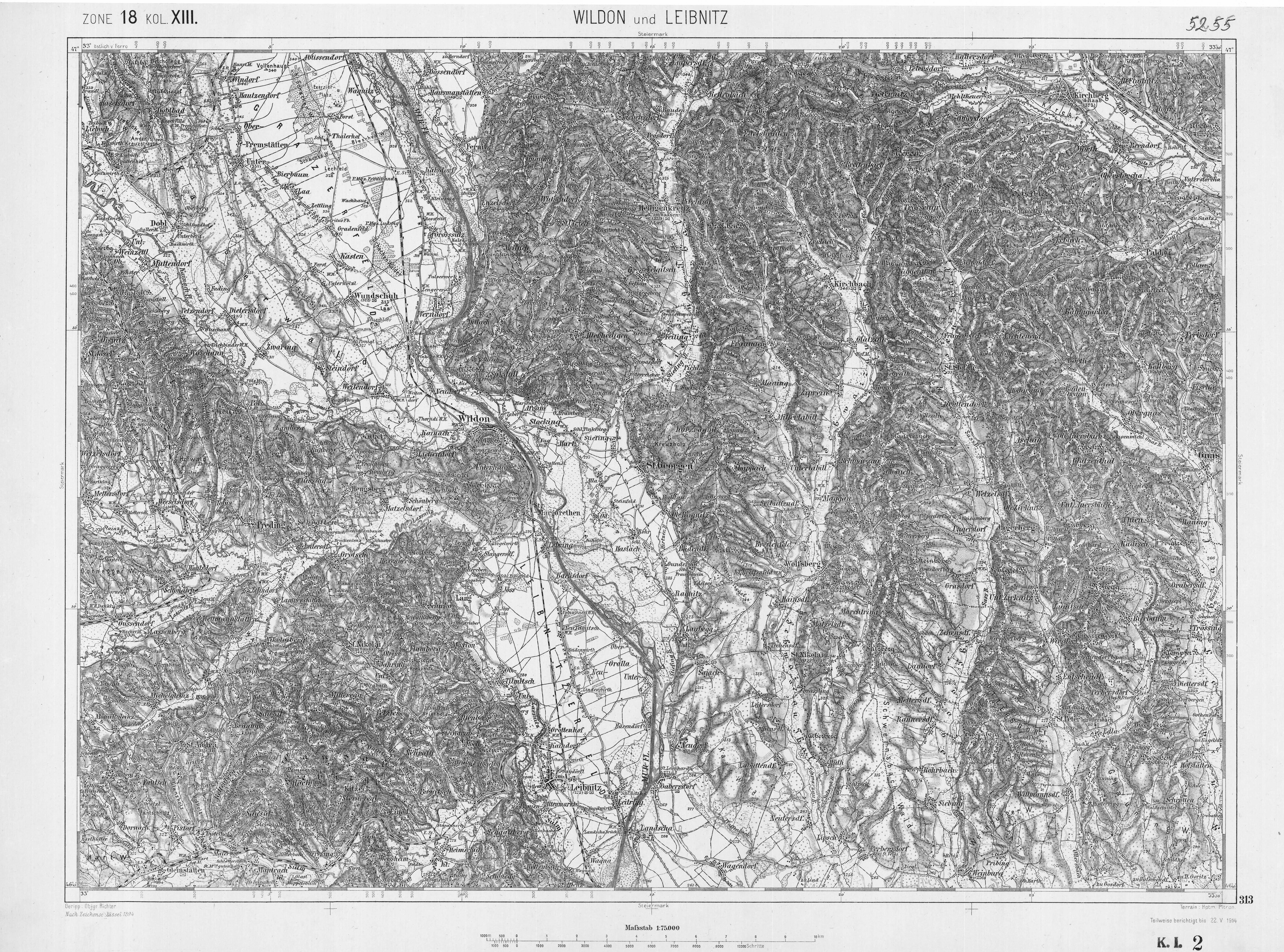
Spezialkarte Blatt 5255 Leibnitz und Wildon, 1894/1914
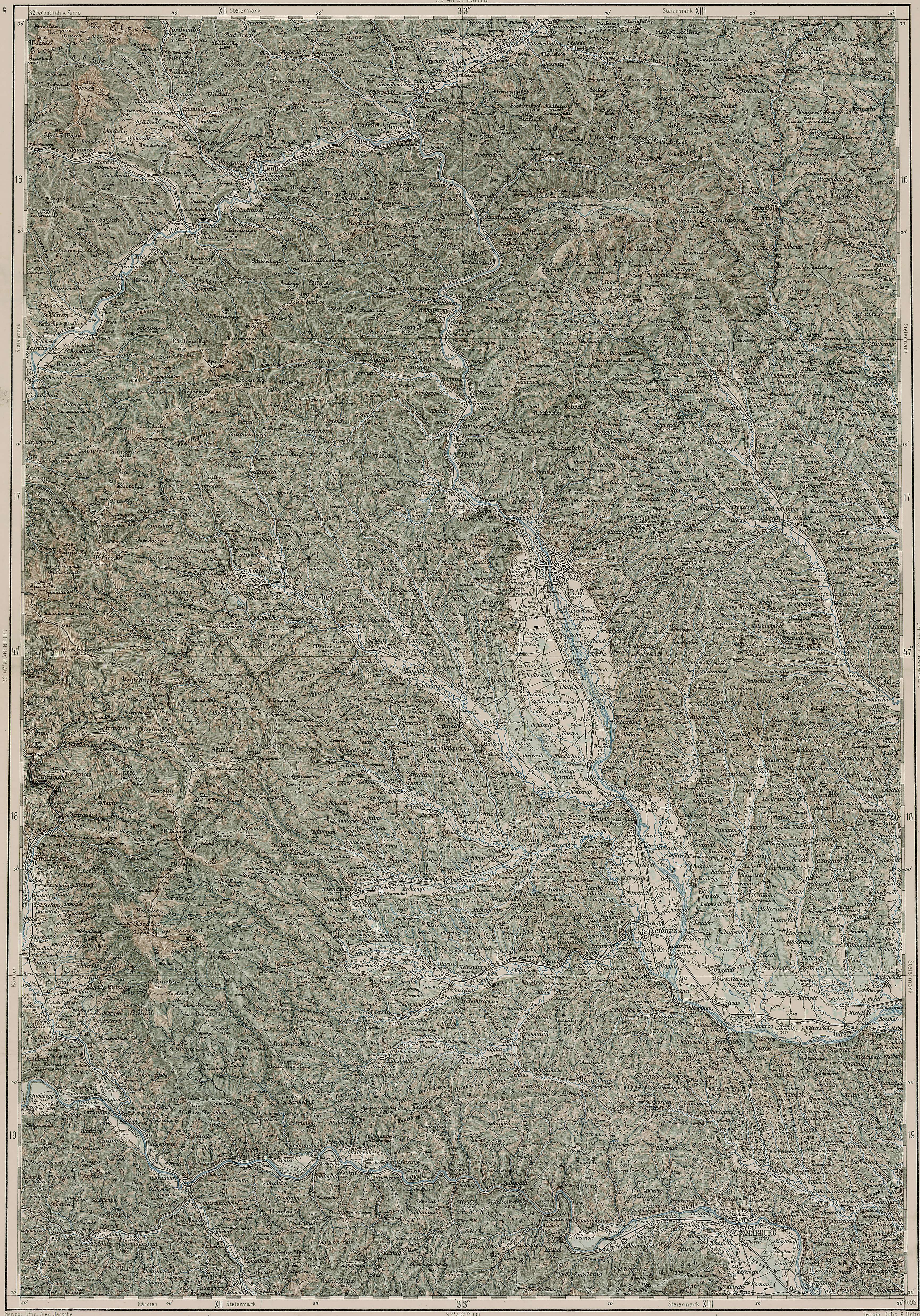
Generalkarte von Mitteleuropa Blatt 33° 47° Graz, 1893